# Pseudendestes lawrencei
Pseudendestes lawrencei es una especie de coleóptero de la familia Zopheridae.

## Distribución geográfica
Habita en la India.